# ビビアン・ウッドワード
ヴィヴィアン・ジョン・ウッドワード（Vivian John Woodward、1879年6月3日 - 1954年1月31日）はイングランド・ロンドン・ケニントン生まれのサッカー選手。1908年オリンピック、1912年オリンピックにおいて主将として活躍し、英国代表の2連覇に貢献した。

## 略歴
ウッドワードは238試合に出場し、93ゴールをもたらしたとして、トッテナム・ホットスパーとチェルシーにおいてその実力を証明した。また、英国代表として出場した、1908年と1912年の2度のオリンピックでは、主将として英国に金メダルをもたらした。
ウッドワードは、第一次世界大戦が勃発したため軍隊に召集され、チェルシーFCの1914-1915シーズンの間の選手生活は中断された。ミドルセックス連隊に作られたサッカー選手による大隊に所属した。ボブ・トムソンが負傷したため、彼は、FAカップ決勝に出場するために特別休暇を与えられたが、トムソンが怪我から復帰したため、チームが決勝に進出するのに貢献したトムソンに出場機会を譲った。試合はシェフィールド・ユナイテッドFCに3-0で敗れ、優勝を逃した。1916年1月15日、彼の所属する大隊は西部戦線の前線に配属された。塹壕に入って最初の2週間で4人が戦死し33人が負傷したが、負傷した1人がウッドワードであり、手榴弾で右大腿部を負傷した。フランク・バックリーもその時、手榴弾の破片が肺に突き刺さる重傷を負った。イングランドの病院から退院した彼は、同年8月に西部戦線に復帰した。7月に始まったソンムの攻勢で大隊は大きな損害を受けており、ドイツ軍の毒ガス攻撃によって14人の隊員が戦死していた。1917年にオールダーショットの軍訓練施設に教官として赴任した。1918年にフランスに渡り、イギリス第1軍に所属した。第一次世界大戦が休戦となると、イギリス軍のサッカーチームのコーチに就任した。その後は選手生活に戻ることが出来ず、引退を余儀無くされた。1954年、74歳で死去した。